# Meranoplus loebli
Meranoplus birmanus (лат.) — вид муравьёв рода Meranoplus из подсемейства Myrmicinae (Formicidae). Эндемик Южной Азии. Назван в честь швейцарского энтомолога Ивана Лёбля (Dr. Ivan Löbl, Музей естественной истории, Женева), одного из коллекторов типовых экземпляров этого вида.

## Распространение и экология
Южная Азия: Шри-Ланка.

## Описание
Длина рабочих около 3 мм, длина головы 0,73—0,75 мм. Основная окраска тела тёмно-коричневая. Сложные глаза с 9—10 омматидиями в длинном ярду. От близких видов отличается следующими признаками: контур боковых краёв промезонотума выпуклый при дорсальном виде, каждый край с двумя крупными полупрозрачными фенестрами; промезонотальный щит заметно короче своей ширины, листовидный. Мандибулы с четырьмя зубцами. Усики 9-члениковые с булавой из 3 вершинных члеников. Проподеум с двумя короткими шипиками. Стебелёк между грудью и брюшком состоит из двух члеников: петиолюса и постпетиолюса (последний чётко отделён от брюшка). Постпетиоль в профиль узловатый и с выпуклым дорсальным контуром; в дорсальном виде постпетиоль не имеет чёткого гребня. Вид был впервые описан в 1998 году австрийским мирмекологом Штефаном Шёдлем (Stefan Schödl; 1957—2005), а его валидный статус подтверждён в 2024 году.